# Flugunfall einer Bombardier Challenger 604 von Bombardier bei Wichita
Der Flugunfall einer Bombardier Challenger 604 von Bombardier bei Wichita  ereignete sich am 10. Oktober 2000. An diesem Tag stürzte eine Bombardier Challenger 604 (Canadair CL-600-2B16 Challenger 604) unmittelbar nach dem Start zu einem Testflug von Bombardier Aerospace nach einem Kontrollverlust zu Boden, wobei zwei der drei Insassen starben.

## Maschine
Die CL-600, die ein unabhängiger Entwurf von Bill Lear aus dem Jahr 1976 war, der sieben Jahre zuvor als Vorsitzender von Lear Jet zurückgetreten war, wurde ursprünglich als LearStar 600 bezeichnet. Bevor ein erster Prototyp der Maschine starten konnte, verkaufte er die exklusiven Rechte zur Herstellung und Entwicklung des Designs an Canadair, das die Maschine in CL-600 Challenger umbenannte.
Die Montage der ersten gebauten Bombardier Challenger 604 mit der Modellseriennummer 5591. Es handelte sich um eine modifizierte Maschine, deren ursprüngliche Modellseriennummer 5143 lautete. Die Maschine wurde mit dem Luftfahrzeugkennzeichen C-GLYA zugelassen. Der Erstflug mit der Maschine erfolgte am 16. Oktober 1994. Das zweistrahlige Geschäftsreiseflugzeug war mit zwei Mantelstromtriebwerken des Typs General Electric CF34-3B ausgestattet. Bis zum Zeitpunkt des Unfalls hatte die Maschine eine Gesamtbetriebsleistung von 1.226 Betriebsstunden absolviert.

## Insassen
Da es sich um einen Testflug handelte, befand sich lediglich eine dreiköpfige Besatzung an Bord der Maschine.
- Der 33-jährige Flugkapitän war gleichzeitig der Pilot Flying auf dem Flug. Er wurde am 24. Juli 1995 durch Bombardier Aviation Services in Tucson, Arizona eingestellt. Er war im Besitz von Musterberechtigungen über die Flugzeugtypen Bombardier Global Express, Bombardier Canadair Regional Jet, Learjet 60 und Bombardier Challenger 604. Er verfügte über 6.159 Stunden Flugerfahrung, von denen 1.187 Flugstunden auf die Bombardier Challenger 604 entfielen.
- Der 43-jährige Erste Offizier wurde am 1. Februar 1999 durch Bombardier eingestellt und war zuvor bei der United States Air Force im Einsatz, wo er Kampfflugzeuge vom Typ McDonnell Douglas F-15 auch in der Rolle als Prüfpilot flog. Er war für Flugzeuge der Typen Cessna 500, Cessna 525S, Cessna 560XL, Cessna 650, Cessna 750, Bombardier Canadair Regional Jet, Bombardier Challenger 604 und Swearingen SA-227 Metro III zertifiziert. Seine kumulierte Flugerfahrung belief sich auf 6.540 Stunden, wovon er 1,2 Stunden im Cockpit der Bombardier Challenger 604 absolviert hatte. Davon hatte er 0,4 Stunden in der Rolle des Second in Command abgeleistet.

## Unfallhergang
Mit der Maschine wurden an diesem Tag Testflüge durchgeführt, um durch die britische Civil Aviation Authority (CAA) zertifiziert zu werden. Als eine Folge von im Jahr 1999 durchgeführten Flügen hatte die CAA Bombardier eine Liste von inakzeptablen Mängeln überreicht, die für eine Zertifizierung zu beheben waren. Zu den Punkten gehörte eine Wartung des Pitch Feel Simulators. Nach Bodentests in Wichita sollten Flugtests mit dem modifizierten Pitch Feel Simulator durchgeführt werden. Die Flugbesatzung sollte einen standardmäßigen Start aus Wichita durchführen, um nach einem Steigflug auf 8.000 Fuß den Pitch Feel Simulator zu testen. Für den Test war eine Gewichtsverteilung in Richtung des Hecks vorgesehen. Vor Antritt des Fluges wurde die Besatzung eingewiesen. Ein Versuchsflugleiter von Bombardier gab dabei eine Risikoanalyse ab, wobei er die Risiken auf dem durchzuführenden Flug als gering einschätzte. Um 14:48:45 Uhr wurde die Startfreigabe erteilt und die Flugsicherung erteilte der Besatzung die Anweisung, nach dem Start einen Kurs von 230 Grad zu fliegen. Die Maschine begann gleich darauf den Startlauf von der Startbahn 19R. Unmittelbar nach Erreichen der sicheren Startgeschwindigkeit V2 aktivierte sich der Stick Shaker, woraufhin der Kapitän einen Ausdruck des Erstaunens (Whew!) ausrief und der Erste Offizier ihn fragte, was er mache (What are you doing?). Um 14:49:53 Uhr zeichnete der Cockpit Voice Recorder die Warnung Bank angle, die vor einem kritischen Rollwinkel warnte, sowie 1,1 Sekunden lang einen akustischen Strömungsabrisswarnton auf. Die Warnung Bank angle ertönte daraufhin noch viermal. Um 14:49:58 Uhr und für die folgenden zwei Sekunden aktivierte sich erneut der Stick Shaker und der Flugkapitän sagte "Moment mal!" (Hang on.). Gleich darauf war auf dem Cockpit Voice Recorder wieder ein Geräusch des Stick Shakers zu hören und der Erste Offizier fragte den Flugkapitän erneut, was er mache. Daraufhin ertönte nochmals eine Strömungsabrisswarnung sowie die Warnung Bank angle. Die Maschine rollte nach rechts und bekam mit der rechten Tragfläche Bodenkontakt, stürzte daraufhin zu Boden und explodierte. Die Maschine schlitterte weiter über den Boden, durchschlug die Flughafenumzäunung und kam neben einer zweispurigen Straße zum Stehen. Zwei der drei Insassen kamen bei dem Unfall ums Leben. Der Erste Offizier wurde schwer verletzt und erlag 36 Tage nach dem Unfall seinen Verletzungen. Da gemäß der ICAO Todesopfer bei Flugunfällen nur als solche gelten, wenn sie innerhalb von 30 Tagen nach einem Flugunfall versterben, wird der Erste Offizier in den offiziellen Statistiken nicht als Todesopfer geführt.

## Ursache
Das National Transportation Safety Board übernahm nach dem Unfall die Ermittlungen zur Unfallursache. Die Ermittler kamen zu dem Schluss, dass der Unfall durch die Wahl eines allzu steilen Steigwinkels durch den Flugkapitän verursacht worden war, welcher in Kombination mit der für den Versuchsflug nach hinten verteilten Last und dem beim Startlauf nach hinten abfließenden Treibstoff zu einem Strömungsabriss beim Start führte. Aufgrund der geringen Flughöhe war es den Piloten nicht möglich, die Maschine aus dem Strömungsabriss abzufangen. Als beitragende Faktoren wurden die schlechte Flugplanung durch Bombardier sowie eine fehlende Überwachung durch Transport Canada und die Federal Aviation Administration festgestellt.